# Clethrophora angulipennis
Clethrophora angulipennis är en fjärilsart som beskrevs av Louis Beethoven Prout 1924. Clethrophora angulipennis ingår i släktet Clethrophora och familjen trågspinnare. Inga underarter finns listade i Catalogue of Life.